# Fata Morgana (Erste-Allgemeine-Verunsicherung-Lied)
Fata Morgana ist ein Lied der österreichischen Pop-Rock-Band Erste Allgemeine Verunsicherung. Das Stück ist die vierte Singleauskopplung aus ihrem fünften Studioalbum Geld oder Leben!

## Entstehung und Artwork
Geschrieben wurde das Lied gemeinsam von den EAV-Mitgliedern Eik Breit, Klaus Eberhartinger, Nino Holm, Günter Schönberger und Thomas Spitzer. Die Produktion erfolgte durch die Zusammenarbeit aller EAV-Mitglieder und des österreichischen Musikproduzenten Peter Müller. Müller war darüber hinaus in Eigenverantwortung für die Abmischung und die Tonaufnahmen zuständig. Das Arrangement tätigte EAV-Mitglied Holm, der zudem auch am Bass und dem Keyboard zu hören ist. Die weiteren Instrumente spielten die EAV-Mitglieder Breit (Bass), Spitzer (Gitarre) und Anders Stenmo (Schlagzeug) ein.
Auf dem Frontcover der Single ist – außer Künstlernamen und Liedtitel – eine Karikatur zu sehen. Sie zeigt einen Forscher, der im Wüstensand vor einem Tierskelett kniet. Das Skelett zeigt auf einen Aasgeier, während über dem Skelett eine Sprechblase mit den Worten „Aus der aktuellen LP Geld oder Leben!“ zu finden ist. Der Aasgeier hat seinen Blick auf den Forscher gerichtet; über ihm steht ebenfalls „Geld oder Leben!“ Inmitten des Covers strahlt die Sonne. Am unteren Rand ist der Name der Gruppe angegeben und am oberen Rand flammenähnlich der Titel der Single. Die Gestaltung stammt vom EAV-Mitglied Spitzer.

## Veröffentlichung und Promotion
Die Erstveröffentlichung von Fata Morgana erfolgte als Teil des fünften Studioalbums Geld oder Leben! der EAV am 25. Juni 1985. Am 1. November 1986 erschien das Lied als vierte Singleauskopplung des Albums. Die Single erschien als 7″-Single und 12″-Maxi-Single auf Schallplatte. Die 7″-Single beinhaltet das Lied Geld oder Leben als B-Seite. Die 12″-Maxi-Single ist um das Stück Schweine-Funk erweitert. In Deutschland und Österreich erschien die Single durch das Musiklabel Columbia Records, der Vertrieb erfolgte durch EMI Music. Verlegt wurde der Titel durch Blanko-Musik und den Wintrup Musikverlag. Das Lied erschien auf diversen Best-of- und Livealben der Band, darunter: Das Beste aus guten und alten Tagen, The Grätest Hitz, 100 Jahre EAV … Ihr habt es so gewollt!!, Neue Helden – Live in Graz, Werwolf-Attacke – Live! oder auch 1000 Jahre EAV – Live – Der Abschied.
Um für das Lied zu werben, trat die Band unter anderem in der ARD-Musikshow Känguru am 27. Oktober 1986 auf. Hierfür wurde ein Musikvideo gedreht, das die Band in einer vermeintlichen Wüstenlandschaft zeigt. Zu Beginn sieht man Hape Kerkeling, der auf Eberhartinger trifft und ihn für Dieter Bohlen von Modern Talking hält. Eberhartinger teilt ihm auf unverständliche Art mit, dass er „nix Modern Talking“ sei, worauf Kerkeling nur mit den Worten „Diese Österreicher“ antwortet. Danach beginnt das eigentliche Video, in dem die Band im orientalischen Kleidungsstil in Pluderhosen und Umhängen, zusammen mit einem Tänzer, das Lied aufführt. Sänger Eberhartinger sitzt während des Auftritts auf dem Rücken eines Kamels. Darüber hinaus absolvierte die Band zwei Auftritte in der ZDF-Hitparade. Am 17. Dezember 1986 wurde eine Live-Einspielung aus Wien präsentiert, am 18. März 1987 trat die Band live in der Show auf. Weitere Auftritte gab es bei der Goldenen Stimmgabel am 29. November 1986, Geld für Leben am 25. Dezember 1986, Formel Eins am 3. Februar 1987, der Verleihung des Löwen von Radio Luxemburg am 11. Oktober 1987 oder auch 1, 2 oder 3 am 23. April 1989.

## Inhalt
| „Wie eine Fata Morgana, so nah und doch so weit, wie eine Fata Morgana. Abarakadabara – Und sie war nicht mehr da!“ – Refrain, Originalauszug | Der Liedtext zu Fata Morgana wurde von Spitzer in deutscher Sprache verfasst. Er erzählt von einem deutschen Forscher, der in der Wüste Sahara ein Mädchen erblickt. Sie ist jedoch nur eine Fata Morgana, was er nicht erkennt. Sie kann auch – anders als reale Fata Morganas – sprechen und dem Forscher antworten: „Ich bin Leila, die Königin der Nacht.“ (Der arabische Vorname Leila bedeutet „Nacht“.) Der Forscher verfällt ihrem Zauber. Als sie verschwindet, versucht er ihr zu folgen. Ein alter Beduine warnt ihn vergeblich vor der Gefahr. Der Verfallene irrt „unter heißer Sonne“ durch die Wüste, wo er stirbt und den Geiern zum Fraß fällt. Die Musik wurde von den EAV-Mitgliedern Eik Breit, Klaus Eberhartinger, Nino Holm, Günter Schönberger und Thomas Spitzer komponiert. Teile des Arrangements basieren auf dem Shakuhachi-Sample von E-mu Systems, das der Emulator II Sound Library entstammt. Musikalisch bewegt sich das Lied im Bereich der elektronischen Popmusik, stilistisch im Bereich des Synthiepops. Das Tempo beträgt 168 Schläge pro Minute. Die Tonart ist C-Dur. |

Aufgebaut ist die Albumversion des Liedes auf drei Strophen und einem Refrain. Das Lied beginnt mit einem Instrumental, ehe nach circa 22 Sekunden mit einem Chor der Gesang einsetzt. Dieser singt die sich wiederholende Zeile: „La la la la leila, la la la leila“. Nach einem weiteren kurzen Instrumental setzt nach circa 45 Sekunden die erste Strophe ein. An die erste Strophe schließt sich direkt der Refrain an. Zum Ausklang des Refrains folgt erneut „La la la la leila“. Der gleiche Vorgang wiederholt sich mit dem zweiten Refrain. An den zweiten Refrain schließt sich direkt, ohne den Ausklang des Refrains, die dritte Strophe an. Nach der dritten Strophe endet das Lied mit dem dritten Refrain, der in einer erweiterten Fassung dargeboten wird. Der Hauptgesang des Liedes stammt von Eberhartinger, im Hintergrund sind die Stimmen der Bandmitglieder Bottazzi, Breit, Holm, Schönberger und Spitzer sowie zusätzlich die Stimme von Marion Müller zu hören.

## Mitwirkende
| Liedproduktion - Mario Bottazzi: Begleitgesang, Musikproduzent - Eik Breit: Bass, Begleitgesang, Komponist, Musikproduzent - Klaus Eberhartinger: Gesang, Komponist, Musikproduzent - Nino Holm: Arrangement, Bass, Begleitgesang, Keyboard, Komponist, Musikproduzent - Marion Müller: Begleitgesang - Peter Müller: Abmischung, Musikproduzent, Tonmeister - Günter Schönberger: Begleitgesang, Komponist, Musikproduzent - Thomas Spitzer: Begleitgesang, Gitarre, Komponist, Liedtexter, Musikproduzent - Anders Stenmo: Musikproduzent, Schlagzeug | Visualisierung - Thomas Spitzer: Artwork (Cover) Unternehmen - Blanko-Musik: Verlag - Columbia Records: Musiklabel - EMI Music: Vertrieb - Wintrup Musikverlag: Vertrieb |

## Rezeption
Am 18. März 1987 belegte die EAV mit Fata Morgana den dritten Rang in der ZDF-Hitparade. Die Band musste sich lediglich Lady of Ice (Fancy) auf Rang zwei sowie dem Spitzenreiter Ich liebe dich (Clowns & Helden) geschlagen geben. Die Präsentation erfolgte bereits, als eine von sieben Neuvorstellungen, in der Dezemberausgabe 1986.

### Mediale Verwendung
Die Koautoren Breit und Schönberger verklagten im Jahr 2012 das Möbelhaus XXXLutz für dessen Werbekampagne „Möbel Morgana“. Das Unternehmen hatte in einem Werbefilm Fata Morgana angeblich vollständig plagiiert, bei den beiden Mitkomponisten jedoch keine Genehmigung eingeholt. Geklagt wurde auf Verletzung des Urheberrechts, der Streitwert belief sich laut den beiden Musikern auf knapp 40.000 Euro. Die XXXLutz-Gruppe erklärte, die Genehmigungen bei den zuständigen Tonträgerunternehmen und dem EAV-Management eingeholt zu haben, die aber nach Meinung von Breit und Schönberger nur über die Rechte der aktuellen Bandmitglieder verfügten. Der frühere EAV-Keyboarder Holm, der ebenfalls Koautor des Titels ist, wollte sich bei der Klage nicht beteiligen.

### Preise
Am 11. Oktober 1987 erhielt die Band für Fata Morgana einen silbernen Löwen von Radio Luxemburg. Das Lied musste sich lediglich Guten Morgen, liebe Sorgen von Jürgen von der Lippe geschlagen geben.

## Chartplatzierungen
Fata Morgana erreichte in Deutschland Rang 27 der Singlecharts und platzierte sich elf Wochen in den Charts. Die Band erreichte damit zum fünften Mal die deutschen Singlecharts. In Österreich erreichte Fata Morgana mit Rang elf seine beste Chartnotierung und platzierte sich zwei Halbmonatsausgaben in den Charts. In ihrer Heimat ist es bereits der siebte Charthit der Band.
Müller erreichte mit Fata Morgana als Produzent zum 14. Mal die österreichischen Singlecharts sowie zum sechsten Mal in Deutschland. Für Spitzer als Autor ist es der achte Charterfolg in Österreich und der fünfte in Deutschland. In seiner Produzententätigkeit ist es sein siebter Charterfolg in Österreich und ebenfalls der fünfte in Deutschland. Breit, Eberhartinger, Holm und Schönberger erreichten als Autoren und Produzenten jeweils zum siebten Mal die österreichischen und zum fünften Mal die deutschen Singlecharts. Für Bottazzi und Stenmo ist es je die siebte Produktion in den Singlecharts in Österreich und die fünfte in Deutschland.

## Coverversion von Groove Coverage
Holy Virgin (englisch für „Heilige Jungfrau“) ist eine Coverversion zu Fata Morgana von der deutschen Hands-up- und Dance-Pop-Band Groove Coverage. Das Stück ist die erste Singleauskopplung aus ihrem dritten Studioalbum 21st Century.

### Entstehung und Artwork
Neben den Autoren von Fata Morgana treten hierbei die Groove-Coverage-Mitglieder Axel Konrad und Verena Rehm sowie David Lubega (Lou Bega) und Ole Wierk in Erscheinung. Die Produktion erfolgte durch die Zusammenarbeit von Konrad und Wierk in den Ingolstädter Suprime Studios.
Auf dem Frontcover der Single ist – neben Künstlernamen und Liedtitel – der nackte Oberkörper einer Frau zu sehen. Man sieht ihren Körper vom Hals abwärts bis zum Ansatz des Intimbereichs. Vor ihren Brüsten hält die Frau ein altes Buch, aus dem ein Rosenkranz hängt. Ein alternatives Coverbild zeigt ebenfalls die nackte Frau, hierbei jedoch nur vom unteren Brustansatz bis zum Ansatz des Intimbereichs. Sie hat diesmal das alte Buch, mit dem Rosenkranz, vor sich auf einem Tisch liegen. Das Bild wurde auch als Rückseite der herkömmlichen Single verwendet. Die Gestaltung und die Fotografien stammen von Marc Schilkowski.

### Veröffentlichung
Die Erstveröffentlichung von Holy Virgin erfolgte als 12″-Maxi-Single am 24. Juni 2005. Diese enthält einen „Club Mix“ sowie einen „Extended Mix“ des Liedes. Im deutschsprachigen Raum erschien die Single bei Zeitgeist Records, einem Sublabel von Polydor, und wurde von Universal Music Publishing vertrieben. Verlegt wurde das Lied in Deutschland durch Blanko-Musik sowie die Wintrup Musikverlage. In Österreich verlegte BMG Music Publishing das Stück. Am 1. August 2005 erschien eine CD-Single, die um vier weitere Versionen des Liedes erweitert ist, darunter ein Remix des namhaften DJs Rob Mayth. Eine digitale Version der Single erschien erstmals am 15. März 2008 durch Suprime Music. Diese Single ist im Vergleich zur Single-CD um einen weiteren Remix von den Vinylshakers erweitert. Darüber hinaus erschien das Lied als Teil von Groove Coverages drittem Studioalbum 21st Century am 7. Juli 2006.

### Inhalt
Der Liedtext zu Holy Virgin ist im Gegensatz zu Fata Morgana in englischer Sprache verfasst und bedeutet ins Deutsche übersetzt „Heilige Jungfrau“. Die Musik wurde von den EAV-Mitgliedern Eik Breit, Klaus Eberhartinger, Nino Holm, Günter Schönberger und Thomas Spitzer komponiert, der Text von Spitzer geschrieben. Die weiteren Autoren Lou Bega, Axel Konrad, Verena Rehm und Ole Wierk fungieren als sogenannte „Spezialtextdichter“. Musikalisch bewegt sich das Lied im Bereich der elektronischen Musik, stilistisch im Bereich des Trance. Das Tempo der Radioversion beträgt 135 Schläge pro Minute. Die Tonart ist H-Dur.
Aufgebaut ist die Radioversion des Liedes auf drei Strophen, einer Bridge und einem Refrain. Das Lied beginnt mit der ersten Strophe, die sich aus acht Zeilen zusammensetzt. Auf die Strophe folgt die Bridge, die auf sieben Zeilen aufgebaut ist. An die Bridge schließt sich der Refrain an, der ebenfalls aus sieben Zeilen besteht. Der gleiche Vorgang wiederholt sich mit der zweiten und dritten Strophe. Das Lied endet nach dem dritten Refrain. Der Hauptgesang stammt von Melanie Münch, im Hintergrund sind die Stimmen von Otti und Rehm zu hören.
| „I am your holy virgin. Be gentle all the time. I am your holy virgin. I’ll blow your mind. I am your holy virgin. And if you touch me right. I’ll be your nasty virgin.“ – Refrain, Originalauszug | „Ich bin deine heilige Jungfrau. Sei die ganze Zeit sanft. Ich bin deine heilige Jungfrau. Ich werde dich umhauen. Ich bin deine heilige Jungfrau. Und wenn du mich richtig berührst. Ich werde deine böse Jungfrau sein.“ – Refrain, Übersetzung |

### Musikvideo
Das Musikvideo zu Holy Virgin feierte seine Premiere im Sommer 2005. Es zeigt eine Tramperin – gespielt von der deutschen Reality-Show-Darstellerin Kader Loth – die einen Mann (Markus Schaffarzyk) entführt und ausraubt. Zunächst gibt sie ihm eine Massage am Schwimmbecken, später verführt sie ihn mit einem Strip im Schlafzimmer, nachdem sie ihm etwas ins Getränk gemischt hatte. Kaum mit dem Strip begonnen, verliert Schaffarzyk das Bewusstsein. Loth raubt ihn daraufhin aus, meldet sich telefonisch bei Melanie Münch, entledigt sich ihrer Tarnung und verlässt das Gebäude. Münch ist während des gesamten Videos immer wieder in kurzen Szenen, an der Telefonzelle, an der sie Loths Anruf entgegennimmt, zu sehen. Die Gesamtlänge des Videos beträgt 3:50 Minuten. Regie führte die Münchnerin Sharon Berkal. Die B.Z. nannte Loth ein „Gangster-Luder“. Während der Dreharbeiten war unter anderem auch das Team von taff vor Ort, das später darüber berichtete.

### Mitwirkende
| Liedproduktion - Eik Breit: Komponist - Klaus Eberhartinger: Komponist - Nino Holm: Komponist - Axel Konrad: Musikproduzent, Spezialtextdichter - David Lubega: Spezialtextdichter - Melanie Münch: Gesang - Otti: Begleitgesang - Verena Rehm: Begleitgesang, Spezialtextdichter - Günter Schönberger: Komponist - Thomas Spitzer: Komponist, Liedtexter - Ole Wierk: Musikproduzent, Spezialtextdichter | Visualisierung - Sharon Berkal: Regisseurin (Musikvideo) - Tonny Froschhammer: Filmeditor (Musikvideo) - Christopher Häring: Kameramann (Musikvideo) - Marc Schilkowski: Artwork, Fotograf (Cover) Unternehmen - Big Fish Filmproduction: Filmproduzent (Musikvideo) - Blanko-Musik: Verlag - BMG Music Publishing: Verlag - Suprime Studios: Tonstudio - Universal Music Publishing: Vertrieb - Wintrup Musikverlage: Verlag - Zeitgeist Records: Musiklabel |

### Chartplatzierungen
Holy Virgin erreichte in Deutschland Rang 30 der Singlecharts und platzierte sich neun Wochen in den Top 100. In Österreich erreichte die Single mit Rang zwölf ihre beste Chartnotierung und konnte sich 15 Wochen in den Charts platzieren. In beiden Ländern ist es jeweils der achte Charthit für Groove Coverage.

## Weitere Coverversionen und Verwendungen (Auswahl)
- 2001: Excrementory Grindfuckers – Vater Morgana (Album: Guts, Gore & Grind)[32][33]
- 2020: Warkings – Azrael (Album: Revenge)[34]